# Live (Dirty Rotten Imbeciles)
Live è il primo album live dei Dirty Rotten Imbeciles, registrato nel 1992 all'Hollywood Palladium e pubblicato nel 1994 dalla Rotten Records.

## Tracce
1. Intro – 1:52
2. Thrashard – 3:12
3. Acid Rain – 4:00
4. Mad Man – 0:50
5. Couch Slouch – 1:40
6. Argument Then War – 3:26
7. The Application – 4:05
8. I Don't Need Society – 1:34
9. Hardball – 3:05
10. Violent Pacification – 2:54
11. Beneath the Wheel – 5:15
12. The Explorer – 1:39
13. Commuter Man – 0:59
14. You Say I'm Scum – 2:00
15. The Five Year Plan – 4:12
16. Suit and Tie Guy – 3:30
17. Nursing Home Blues – 4:28

## Formazione
- Kurt Brecht – voce
- Spike Cassidy – chitarra, cori
- John Menor – basso
- Rob Rampy – batteria